# Liste der Denkmäler in Krefeld
Die Liste der Denkmäler in Krefeld enthält die denkmalgeschützten Bauwerke auf dem Gebiet der Stadt Krefeld in Nordrhein-Westfalen. Diese Baudenkmäler sind in der Denkmalliste der Stadt Krefeld eingetragen; Grundlage für die Aufnahme ist das Denkmalschutzgesetz Nordrhein-Westfalen (DSchG NRW).

## Denkmäler in der Innenstadt

### Graf Hermann von Neuenahr-Moers Standbild
| Graf Hermann von Neuenahr-Moers Standbild           | Graf Hermann von Neuenahr-Moers Standbild      | Graf Hermann von Neuenahr-Moers Standbild |
| --------------------------------------------------- | ---------------------------------------------- | ----------------------------------------- |
| Denkmalart:                                         | Standbild                                      |                                           |
| Widmung:                                            | Graf Hermann von Neuenahr und Moers            |                                           |
| Ursprungsstandort:                                  | Neben dem Hauptportal der Alten Kirche Krefeld |                                           |
| Heutiger Standort:                                  | am Standort erhalten                           |                                           |
|                                                     |                                                |                                           |
| Entwurf:                                            |                                                |                                           |
| Ausführung des Denkmals (Werkstätte oder Gießerei): | Curt Beckmann                                  | Curt Beckmann                             |
| Verwendetes Material:                               | Basalt                                         | Basalt                                    |
| Initiator, Stifter bzw. Auftraggeber:               |                                                |                                           |
| Finanzierung:                                       |                                                |                                           |
| Enthüllungs-/ Einweihungsdatum                      |                                                |                                           |
| Widmungsinschriften:                                |                                                |                                           |
| Sonstige Anmerkungen:                               |                                                |                                           |

### Otto-von-Bismarck-Standbild
| Otto-von-Bismarck-Standbild                         | Otto-von-Bismarck-Standbild | Otto-von-Bismarck-Standbild |
| --------------------------------------------------- | --- | --- |
| Denkmalart:                                         | Standbild | |
| Widmung:                                            | Reichskanzler Otto von Bismarck | |
| Ursprungsstandort:                                  | Bismarckstraße | |
| Heutiger Standort:                                  | Bismarckplatz | |
| Verbleib oder Schicksal / heutiger Zustand:         | Das Standbild wurde 1940 zur Materialgewinnung eingeschmolzen. Bei den Aufräumarbeiten nach dem Zweiten Weltkrieg wurde der Graben in der Mitte der Bismarckstraße mit Schutt und Trümmer verfüllt. Dabei wurde auch der leere Sockel verscharrt. Bei Erdarbeiten der Deutschen Bundespost wiederentdeckt, grub man ihn dann wieder aus und stellte ihn 1987 auf dem Bismarckplatz ohne Unterbau wieder auf. | Das Standbild wurde 1940 zur Materialgewinnung eingeschmolzen. Bei den Aufräumarbeiten nach dem Zweiten Weltkrieg wurde der Graben in der Mitte der Bismarckstraße mit Schutt und Trümmer verfüllt. Dabei wurde auch der leere Sockel verscharrt. Bei Erdarbeiten der Deutschen Bundespost wiederentdeckt, grub man ihn dann wieder aus und stellte ihn 1987 auf dem Bismarckplatz ohne Unterbau wieder auf. |
| Entwurf:                                            | Bildhauer Gustav Eberlein | Bildhauer Gustav Eberlein |
| Ausführung des Denkmals (Werkstätte oder Gießerei): | - Stufenunterbau: Granitschleiferei Wölffel & Herold, Bayreuth - Sockel: Granitschleiferei Wölffel & Herold, Bayreuth - Standbild: Aktiengesellschaft vormals Hermann Gladenbeck & Sohn, Friedrichshagen b. Berlin | - Stufenunterbau: Granitschleiferei Wölffel & Herold, Bayreuth - Sockel: Granitschleiferei Wölffel & Herold, Bayreuth - Standbild: Aktiengesellschaft vormals Hermann Gladenbeck & Sohn, Friedrichshagen b. Berlin |
| Verwendetes Material:                               | - Stufenunterbau: grauschwarzer Syenit - Sockel: roter schwedischer Granit - Standbild: Bronzeguss | - Stufenunterbau: grauschwarzer Syenit - Sockel: roter schwedischer Granit - Standbild: Bronzeguss |
| Initiator, Stifter bzw. Auftraggeber:               | Bürgerschaft der Stadt Krefeld | Bürgerschaft der Stadt Krefeld |
| Finanzierung:                                       | Sammlungen freiwilliger Spenden | Sammlungen freiwilliger Spenden |
| Enthüllungs-/ Einweihungsdatum                      | Sonntag, 31. März 1895, dem Vortag von Bismarcks Geburtstag, in Anwesenheit von 28 Kriegervereinen, 28 Bürgervereinen, 20 Gesangsvereinen und 21 Musikkapellen, voran die Musiker vom 16. Infanterie-Regiment | Sonntag, 31. März 1895, dem Vortag von Bismarcks Geburtstag, in Anwesenheit von 28 Kriegervereinen, 28 Bürgervereinen, 20 Gesangsvereinen und 21 Musikkapellen, voran die Musiker vom 16. Infanterie-Regiment |
| Widmungsinschriften:                                | ? | ? |
| Sonstige Anmerkungen:                               | Vor dem Sockel ist im Bürgersteig eine Metallplatte eingelassen mit der Inschrift: Errichtet von der Stadt Krefeld im Jahre 1895. Die Bronze-Figur zur Gewinnung von Kriegsmaterial von den Nationalsozialisten abgeräumt im Jahre 1940. Die Reste des Denkmals verscharrt nach 1963. Sockel wiedergefunden und aufgestellt im Jahr 1987. Unter Denkmalschutz gestellt 1996 – als schmerzliche Erinnerung unserer Geschichte. Krefelder Baudenkmal-Stiftung. Treuhänder Deutsche Stiftung Denkmalschutz. Bild 2 zeigt den Bismarckplatz mit Denkmal im Hintergrund um 1925. | Vor dem Sockel ist im Bürgersteig eine Metallplatte eingelassen mit der Inschrift: Errichtet von der Stadt Krefeld im Jahre 1895. Die Bronze-Figur zur Gewinnung von Kriegsmaterial von den Nationalsozialisten abgeräumt im Jahre 1940. Die Reste des Denkmals verscharrt nach 1963. Sockel wiedergefunden und aufgestellt im Jahr 1987. Unter Denkmalschutz gestellt 1996 – als schmerzliche Erinnerung unserer Geschichte. Krefelder Baudenkmal-Stiftung. Treuhänder Deutsche Stiftung Denkmalschutz. Bild 2 zeigt den Bismarckplatz mit Denkmal im Hintergrund um 1925. |

### Kriegerdenkmal 1870/71
| Kriegerdenkmal 1870/71                              | Kriegerdenkmal 1870/71 | Kriegerdenkmal 1870/71 |
| --------------------------------------------------- | --- | --- |
| Denkmalart:                                         | Kriegerdenkmal mit einem Germania-Standbild auf dem Sockel | |
| Widmung:                                            | unbekannt | |
| Ursprungsstandort:                                  | Friedrichsplatz | |
| Verbleib oder Schicksal / heutiger Zustand:         | Während des Zweiten Weltkrieges für die Metallspende demontiert, wurde die Germania erst nach Kriegsende eingeschmolzen.                                                | |
| Entwurf:                                            | Bildhauer Heinrich Walger, Berlin | |
| Ausführung des Denkmals (Werkstätte oder Gießerei): | - Stufenunterbau: -?- - Sockel: -?- - Adler, allegorisches Beiwerk, Germania-Standbild: Aktiengesellschaft vormals Hermann Gladenbeck & Sohn, Friedrichshagen b. Berlin | - Stufenunterbau: -?- - Sockel: -?- - Adler, allegorisches Beiwerk, Germania-Standbild: Aktiengesellschaft vormals Hermann Gladenbeck & Sohn, Friedrichshagen b. Berlin |
| Verwendetes Material:                               | - Fundamentplatte: Sandstein - Stufenunterbau: polierter dunkelgrüner Porphyr-Granit - Sockel: -?- - Germania-Standbild: Bronzeguss                                     | - Fundamentplatte: Sandstein - Stufenunterbau: polierter dunkelgrüner Porphyr-Granit - Sockel: -?- - Germania-Standbild: Bronzeguss                                     |
| Initiator, Stifter bzw. Auftraggeber:               | Bürgerschaft der Stadt Krefeld | Bürgerschaft der Stadt Krefeld |
| Enthüllungs-/ Einweihungsdatum                      | 19. Juni 1875 | 19. Juni 1875 |
| Widmungsinschriften:                                | Ihren 1870/71 gefallenen Söhnen die Stadt Crefeld und das 4. Westphälische Infanterie-Regiment No. 17                                                                   | Ihren 1870/71 gefallenen Söhnen die Stadt Crefeld und das 4. Westphälische Infanterie-Regiment No. 17                                                                   |

### De-Greiff-Säule
| De-Greiff-Säule                             | De-Greiff-Säule | De-Greiff-Säule |
| ------------------------------------------- | --- | --------------- |
| Widmung:                                    | Cornelius de Greiff, einem der größten Gönner und Wohltäter der Stadt Krefeld. |                 |
| Ursprungsstandort:                          | Ostwall in Höhe Dampfmühlenweg |                 |
| Heutiger Standort:                          | Bauhof der Stadt Krefeld |                 |
| Verbleib oder Schicksal / heutiger Zustand: | Die Säule wurde bei einem Luftangriff der Alliierten auf Krefeld im Zweiten Weltkrieg stark beschädigt und stürzte um. Sie wurde von der Stadtverwaltung abtransportiert und auf dem städtischen Bauhof deponiert. Dort liegt sie noch heute; ihre Restaurierung steht immer noch aus. |                 |
| Entwurf:                                    | Bildhauer Julius Moser |                 |
| Enthüllungs-/ Einweihungsdatum              | 22. August 1865 |                 |

### Ludwig-Friedrich-Seyffardt-Denkmal
| Ludwig-Friedrich-Seyffardt-Denkmal          | Ludwig-Friedrich-Seyffardt-Denkmal |
| ------------------------------------------- | --- |
|                                             | |
| Widmung:                                    | Ludwig Friedrich Seyffardt |
| Ursprungsstandort:                          | Ostwall |
| Heutiger Standort:                          | Leyentalstraße |
| Verbleib oder Schicksal / heutiger Zustand: | Die figürlichen Darstellungen aus Bronze am Sockel wurden zur Metallgewinnung im Zweiten Weltkrieg demontiert. Die Reste des Denkmals wurden in einer wenig beachteten Ecke Krefelds „versteckt“ wieder aufgestellt. |
| Entwurf:                                    | Bildhauer Gustav Rutz, Düsseldorf |
| Verwendetes Material:                       | Relief, allegorische Figuren: Bronzeguss |
| Initiator, Stifter bzw. Auftraggeber:       | Bürgerschaft der Stadt Krefeld |
| Enthüllungs-/ Einweihungsdatum              | 1905 |
| Widmungsinschriften:                        | Dem tatkräftigen Förderer der Wohltätigkeit und Volksbildung dem treuen Vaterlandsfreunde (1827–1901). Errichtet im Jahre 1905 von seinen Mitbürgern und Freunden.                                                   |

### König-Friedrich-II.-der-Große-Standbild
| König-Friedrich-II.-der-Große-Standbild     | König-Friedrich-II.-der-Große-Standbild                                              |
| ------------------------------------------- | ------------------------------------------------------------------------------------ |
| Denkmalart:                                 | Standbild                                                                            |
| Widmung:                                    | König Friedrich II. von Preußen                                                      |
| Ursprungsstandort:                          | Nauenweg, im Biergarten der Gastwirtschaft „Alter Fritz“, Besitzer: Fritz von Kempen |
| Verbleib oder Schicksal / heutiger Zustand: | verschollen                                                                          |
| Entwurf:                                    | unbekannt                                                                            |
| Initiator, Stifter bzw. Auftraggeber:       | Fritz von Kempen(?)                                                                  |
| Enthüllungs-/ Einweihungsdatum              | unbekannt                                                                            |
| Widmungsinschriften:                        | unbekannt                                                                            |

### Kaiser-Wilhelm-I.-Standbilder
| Kaiser-Wilhelm-I.-Standbild                         | Kaiser-Wilhelm-I.-Standbild                                                          |
| --------------------------------------------------- | ------------------------------------------------------------------------------------ |
|                                                     |                                                                                      |
| Denkmalart:                                         | Standbild                                                                            |
| Widmung:                                            | Kaiser Wilhelm I.                                                                    |
| Ursprungsstandort:                                  | im Treppenhaus des Kaiser-Wilhelm-Museums                                            |
| Heutiger Standort:                                  | Karlplatz, neben dem Kaiser-Wilhelm-Museum (Nordseite)                               |
| Verbleib oder Schicksal / heutiger Zustand:         | permanent der Witterung ausgesetzt; häufig beschmiert                                |
| Entwurf:                                            | Bildhauer Gustav Eberlein, Berlin                                                    |
| Ausführung des Denkmals (Werkstätte oder Gießerei): | - Standbild: Bildhaueratelier Gustav Eberlein, Berlin                                |
| Verwendetes Material:                               | - Sockel: grauer Marmor - Standbild: Laaser Marmor                                   |
| Initiator, Stifter bzw. Auftraggeber:               | Ausschuss für die Errichtung eines Kaiser Wilhelm-Denkmals                           |
| Enthüllungs-/ Einweihungsdatum                      | Einweihung des Museums: 5. September 1899 (keine gesonderte Enthüllung des Denkmals) |
| Widmungsinschriften:                                | ?                                                                                    |

| Kaiser-Wilhelm-I.-Standbild                 | Kaiser-Wilhelm-I.-Standbild |
| ------------------------------------------- | --- |
|                                             | |
| Denkmalart:                                 | Standbild |
| Widmung:                                    | Kaiser Wilhelm I. |
| Ursprungsstandort:                          | Stadtgarten an der St.-Anton-Straße |
| Verbleib oder Schicksal / heutiger Zustand: | Im Zweiten Weltkrieg wurde das Denkmal durch Bombentreffer in Teilen zerstört, im Jahr 1950 erfolgte die Beseitigung der Überreste. |
| Entwurf:                                    | Joseph Ossendorf |
| Verwendetes Material:                       | - Standbild: Bronzeguss |
| Initiator, Stifter bzw. Auftraggeber:       | Kriegervereinigung der Stadt und des Landkreises Crefeld |
| Enthüllungs-/ Einweihungsdatum              | 27. Juni 1880 (noch zu Lebzeiten des Kaisers) |
| Widmungsinschriften:                        | Sr. Majestät dem allergnädigsten Kaiser von Deutschland und König von Preußen, Wilhelm, dem glorreichen Führer in den Jahren 1848 und 1849, gewidmet von der Kriegervereinigung des Stadt- und Landkreises Crefeld |
| Sonstige Anmerkungen:                       | 1863 kam es zu einem Eklat beim Besuch von König Wilhelm I. in Krefeld. Außer den Mitgliedern des Preußenvereins verweigerten die meisten Krefelder dem König die üblichen Ehrenbezeugungen und blieben einfach zu Hause. Als ihm 1870 (?) dieses Denkmal gesetzt werden sollte, verlangte Wilhelm, der die Beleidigung nicht vergessen hatte, es müsse der Stadt den Rücken zukehren. |

### Veteranendenkmal
| Veteranendenkmal                                    | Veteranendenkmal | Veteranendenkmal |
| --------------------------------------------------- | --- | --- |
| Denkmalart:                                         | ? | |
| Widmung:                                            | Andenken an die heimgekehrten Krefelder Soldaten Napoleons | |
| Ursprungsstandort:                                  | Stadtgarten (bis 1879 Friedhofsgelände) an der St.-Anton-Straße | |
| Heutiger Standort:                                  | am Standort erhalten | |
| Verbleib oder Schicksal / heutiger Zustand:         | ? | ? |
| Entwurf:                                            | Friedrich von Schmidt (Dombaumeister Köln) | Friedrich von Schmidt (Dombaumeister Köln) |
| Ausführung des Denkmals (Werkstätte oder Gießerei): | ? - Stufenunterbau: - Sockel: | ? - Stufenunterbau: - Sockel: |
| Verwendetes Material:                               | - Sandstein, ca. 4 m hoch | - Sandstein, ca. 4 m hoch |
| Initiator, Stifter bzw. Auftraggeber:               | Veteranenverein | Veteranenverein |
| Finanzierung:                                       | ? | ? |
| Enthüllungs-/ Einweihungsdatum                      | 18. August 1852 | 18. August 1852 |
| Widmungsinschriften:                                | „Zum Andenken an die aus Napoleons Armeen in die Heimath zurückgekehrten Krieger der Stadt und des Kreises Crefeld. Errichtet am 18. August 1852.“ Weiter sind die Namen der 123 aus Napoleons Armeen zurückgekehrten Krieger jeweils mit ihrem Todesjahr eingemeißelt. | „Zum Andenken an die aus Napoleons Armeen in die Heimath zurückgekehrten Krieger der Stadt und des Kreises Crefeld. Errichtet am 18. August 1852.“ Weiter sind die Namen der 123 aus Napoleons Armeen zurückgekehrten Krieger jeweils mit ihrem Todesjahr eingemeißelt. |
| Sonstige Anmerkungen:                               | Inschriften sind z. T. nicht mehr lesbar, Zaun und Denkmal in schlechtem Zustand. | Inschriften sind z. T. nicht mehr lesbar, Zaun und Denkmal in schlechtem Zustand. |

### Carl-Wilhelm-Denkmal
|                                       | |  |
| Widmung:                              | Carl Wilhelm |  |
| Ursprungsstandort:                    | Ostwall |  |
| Weiterer Standort:                    | Ecke Jungfernweg / Dampfmühlenweg |  |
| Heutiger Standort:                    | Stadtgarten an der St.-Anton-Straße |  |
| Entwurf:                              | Bronzebüste, 1877: Heinrich Walger Kopie der Büste in Keramik, 1953: Peter Bertlings |  |
| Verwendetes Material:                 | Sandsteinsockel, polierter Marmorpfeiler |  |
| Initiator, Stifter bzw. Auftraggeber: | Stadt Krefeld und Freunde |  |
| Enthüllungs- / Einweihungsdatum:      | 2. September 1877 |  |
| Widmungsinschriften:                  | CARL WILHELM DEM BEGEISTERTEN TONDICHTER VATERLAENDISCHER LIEDER DEM SAENGER DER WACHT AM RHEIN SEINE FREUNDE und GEB. SCHMALKALDEN 5. SEPT. 1850, LEBTE UND WIRKTE IN CREFELD 1840–1855 |  |
| Sonstige Anmerkungen:                 | Die originale Bronzebüste befindet sich im Kaiser-Wilhelm-Museum |  |

### Husaren-Denkmal
| Husaren-Denkmal                                     | Husaren-Denkmal | Husaren-Denkmal                                 |
| --------------------------------------------------- | --- | ----------------------------------------------- |
| Denkmalart:                                         | |                                                 |
| Widmung:                                            | Regimentsdenkmal 1914–1918 des 2. Westfälischen Husaren-Regiments Nr. 11 (im Volksmund genannt „Krefelder Tanzhusaren“) |                                                 |
| Ursprungsstandort:                                  | Grafschaftsplatz an der Hohenzollernallee                                                                               |                                                 |
| Heutiger Standort:                                  | am Standort erhalten |                                                 |
| Verbleib oder Schicksal / heutiger Zustand:         | |                                                 |
| Entwurf:                                            | - Architekt Gotthold Nestler, Düsseldorf - Bildhauer Walther Wolff                                                      |                                                 |
| Ausführung des Denkmals (Werkstätte oder Gießerei): | ? |                                                 |
| Verwendetes Material:                               | - Stufenunterbau, Sockel: Muschelkalkstein - Standbild: Bronzeguss                                                      |                                                 |
| Initiator, Stifter bzw. Auftraggeber:               | Offiziervereinigung des ehem. Husaren-Regiments                                                                         | Offiziervereinigung des ehem. Husaren-Regiments |
| Enthüllungs-/ Einweihungsdatum:                     | 2. Juni 1929 | 2. Juni 1929                                    |
| Widmungsinschriften:                                | „UNSEREN / GEFALLENEN / 1914–18–29“                                                                                     | „UNSEREN / GEFALLENEN / 1914–18–29“             |

### Kaiser-Friedrich-Denkmal
|                                             | |
| Widmung:                                    | Kaiser Friedrich III. |
| Ursprungsstandort:                          | „Kaiser-Friedrich-Hain“ an der Steckendorfer Straße |
| Verbleib oder Schicksal / heutiger Zustand: | Im Zweiten Weltkrieg wurde der Park durch mehrere schwere Bombentreffer stark zerstört. Eine große Sprengbombe hinterließ einen gewaltigen Trichter inmitten der eher kleinen, aber mit dichtem Baumbestand bepflanzten Parkanlage. Diese Fläche ist noch heute nur mit einer Wiese bewachsen. Der Verbleib der Bronzebüste ist unklar, sie gilt als verschollen. Da sie nicht offiziell zum Einschmelzen abgegeben wurde, wird vermutet, dass sie in den Nachkriegswirren entwendet worden ist. |
| Entwurf:                                    | - Tempel: Architekt Hugo Lechmig, Krefeld - Büste: ? |
| Enthüllungs- / Einweihungsdatum:            | 3. April 1915 |
| Sonstige Anmerkungen:                       | Die Bilder zeigen den Tempel, sowie den leeren Sockel im Inneren, auf dem bis 1945 die Bronzebüste stand. Das Bauwerk ist stark sanierungsbedürftig. |

### Nymphe im Kaiser-Friedrich-Hain
|                                                     | |
| Denkmalart:                                         | Standbild |
| Widmung:                                            | ? |
| Ursprungsstandort:                                  | Kaiser-Friedrich-Hain |
| Verbleib oder Schicksal / heutiger Zustand:         | Im Zweiten Weltkrieg wird der Park durch mehrere schwere Bombentreffer stark zerstört, das Standbild Nymphe wahrscheinlich auch. |
| Entwurf:                                            | ? |
| Ausführung des Denkmals (Werkstätte oder Gießerei): | ? |
| Verwendetes Material:                               | ? |
| Initiator, Stifter bzw. Auftraggeber:               | ? |
| Finanzierung:                                       | ? |
| Enthüllungs-/ Einweihungsdatum                      | ? |
| Widmungsinschriften:                                | ? |
| Sonstige Anmerkungen:                               | Bild etwa aus dem Jahr 1910 |

### Weberdenkmal
|                                       | |
| Widmung:                              | Den Krefelder Seidenwebern |
| Ursprungsstandort:                    | Südwall Nähe Hochstraße |
| Heutiger Standort:                    | Ostwall Ecke Südwall |
| Entwurf:                              | Johannes Stiegemann |
| Initiator, Stifter bzw. Auftraggeber: | Gestiftet vom Verschönerungsverein 1910 |
| Enthüllungs-/ Einweihungsdatum        | 1911 |
| Sonstige Anmerkungen:                 | Die Bilder zeigen das Denkmal um 1920 und 2007. Auf der Platte im Sockel ist eine typische Weberstube als Relief dargestellt. Im Krefelder Volksmund wird dieses Denkmal auch „Meister Ponzelaer“ genannt. |

### Helmut-von-Moltke-Denkmal
|                                                     | | |
| Denkmalart:                                         | Standbild | |
| Widmung:                                            | Generalfeldmarschall Helmuth Karl Bernhard von Moltke | |
| Ursprungsstandort:                                  | Ostwall | |
| Verbleib oder Schicksal / heutiger Zustand:         | 1940 wurden die Metallteile zur Einschmelzung demontiert und abgegeben. Der Sockel wurde nach 1945 aus verkehrstechnischen Gründen entfernt.                                                                       | |
| Entwurf:                                            | Bildhauer Wilhelm Albermann, Köln | |
| Ausführung des Denkmals (Werkstätte oder Gießerei): | - Stufenunterbau: Granitschleiferei Wölffel & Herold, Bayreuth - Sockel: Granitschleiferei Wölffel & Herold, Bayreuth - Standbild: Aktiengesellschaft vormals Hermann Gladenbeck & Sohn, Friedrichshagen b. Berlin | - Stufenunterbau: Granitschleiferei Wölffel & Herold, Bayreuth - Sockel: Granitschleiferei Wölffel & Herold, Bayreuth - Standbild: Aktiengesellschaft vormals Hermann Gladenbeck & Sohn, Friedrichshagen b. Berlin |
| Verwendetes Material:                               | - Standbild: Bronzeguss | |
| Enthüllungs- / Einweihungsdatum:                    | 24. April 1897 | |
| Widmungsinschriften:                                | ? | |

### Mariensäule,MarienbrunnenDionysiusplatz
|                                                     | |
| Denkmalart:                                         | Säule |
| Widmung:                                            | Heilige Maria |
| Ursprungsstandort:                                  | Dionysiusplatz |
| Heutiger Standort:                                  | am Standort erhalten |
| Entwurf:                                            | - Architekt M. E. Schneiders, Stadtbauamt Krefeld - Bildhauer Wilhelm Ohly, München |
| Ausführung des Denkmals (Werkstätte oder Gießerei): | Standbild: Gießerei Brandstetter, München |
| Verwendetes Material:                               | Bronzeguss |
| Initiator, Stifter bzw. Auftraggeber:               | Denkmalausschuss unter Vorsitz von Dechant Monsignore Flecken sammelte Spendengelder in der Bürgerschaft. |
| Enthüllungs-/ Einweihungsdatum:                     | 23. Juli 1922 |
| Widmungsinschrift:                                  | Zwei achteckige Brunnenbecken erheben sich auf einem Sockel, das größere trägt die folgende Inschrift: ERRICHTET NACH DEM WELTKRIEGE 1914/1918 IM JAHRE 1922 VON DEN KATHOLIKEN CREFELDS FRIEDENSKÖNIGIN BITT’ FÜR UNS DIE VIELEN WASSER DER TRUEBSAL KONNTEN NICHT AUSLOESCHEN DIE LIEBE ZU DIR O MARIA |

### Synagogendenkmal
|                      | |
| Ursprungsstandort:   | Marktstraße |
| Heutiger Standort:   | am Standort erhalten |
| Widmungsinschriften: | UNWEIT DIESES MAHNMALS STAND DIE SYNAGOGE DER JÜDISCHEN GEMEINDE KREFELD AUS DEM JAHR 1903. MENSCHENVERACHTENDE WILLKÜR ZERSTÖRTE SIE IN DER „REICHSKRISTALLNACHT“ AM 9. NOVEMBER 1938. |

### Kriegerehrenmal
| Kriegerehrenmal für die Gefallenen des Krefelder Turnverein 1855 | Kriegerehrenmal für die Gefallenen des Krefelder Turnverein 1855 | Kriegerehrenmal für die Gefallenen des Krefelder Turnverein 1855 |
| ---------------------------------------------------------------- | --- | --- |
| Denkmalart:                                                      | Findlingsblock mit davor stehender Schriftplatte | |
| Widmung:                                                         | Unseren Gefallenen | |
| Ursprungsstandort:                                               | Moerser Straße bei Haus Nr. 40 (Haus Blumental) | |
| Heutiger Standort:                                               | am Standort erhalten | |
| Verbleib oder Schicksal / heutiger Zustand:                      | Stein und Schriftplatte erhalten | Stein und Schriftplatte erhalten |
| Entwurf:                                                         | | |
| Ausführung des Denkmals (Werkstätte oder Gießerei):              | | |
| Verwendetes Material:                                            | Findlingsblock aus Braunkohlensandstein, Schriftplatte aus Sandstein. Der Braunkohlesandstein wurde in der Wankumer Heide gefunden und wiegt ca. 160 Zentner. | Findlingsblock aus Braunkohlensandstein, Schriftplatte aus Sandstein. Der Braunkohlesandstein wurde in der Wankumer Heide gefunden und wiegt ca. 160 Zentner. |
| Initiator, Stifter bzw. Auftraggeber:                            | Krefelder Turnverein 1855 | Krefelder Turnverein 1855 |
| Finanzierung:                                                    | | |
| Enthüllungs-/ Einweihungsdatum                                   | 1930/1931 | 1930/1931 |
| Widmungsinschriften:                                             | Schriftplatte: UNSEREN GEFALLENEN, Wappenschild im Achteck, links ein K, rechts eine 55, re und li. Eichenlaub | Schriftplatte: UNSEREN GEFALLENEN, Wappenschild im Achteck, links ein K, rechts eine 55, re und li. Eichenlaub |
| Sonstige Anmerkungen:                                            | Der Findlingsblock und nicht die Schrifttafel ist der Gedenkstein des Krefelder Turnvereins 1855. Der Krefelder Turnverein fusionierte im Jahr 1945 mit dem VfL Preußen 1895 zum heutigen KTSV Preußen Krefeld 1855. Die Schrifttafel könnte eine Nachwidmung im Anschluss an die Fusion darstellen. | Der Findlingsblock und nicht die Schrifttafel ist der Gedenkstein des Krefelder Turnvereins 1855. Der Krefelder Turnverein fusionierte im Jahr 1945 mit dem VfL Preußen 1895 zum heutigen KTSV Preußen Krefeld 1855. Die Schrifttafel könnte eine Nachwidmung im Anschluss an die Fusion darstellen. |

### Ehrenmal der Freien Fleischer-Innung
| Ehrenmal der Fleischer-Innung               | Ehrenmal der Fleischer-Innung | Ehrenmal der Fleischer-Innung                                 |                                              |
| ------------------------------------------- | --- | ------------------------------------------------------------- | -------------------------------------------- |
| Denkmalart:                                 | Ehrenmal mit fallendem Soldaten (Militärmantel und Gewehr) auf einem Sockel. Die Widmungstafel trägt in der Mitte das Logo der Krefelder Fleischer: ein Opferlamm. |                                                               |                                              |
| Widmung:                                    | Den 32 Mitgliedern der Freien Fleischerinnung, die im Ersten Weltkrieg ums Leben kamen. Die Namensliste wurde auf einer Urkunde in den Sockel eingemauert.         | Ursprungsstandort:                                            | auf dem Gelände des Städtischen Schlachthofs |
| Verbleib oder Schicksal / heutiger Zustand: | Nach dem Zweiten Weltkrieg um die Jahreszahlen 1939–1945 ergänzt. Denkmal an Ort und Stelle, Nähe Kufa, Umfeld ungepflegt.                                         |                                                               |                                              |
| Entwurf:                                    | Bildhauer Wilhelm Röttges, Krefeld |                                                               |                                              |
| Verwendetes Material:                       | - Sockel aus Klinkern - Figur des fallenden Kriegers aus Muschelkalk - Einfriedung durch ein „kunstvoll gearbeitetes“ Eisengitter                                  |                                                               |                                              |
| Initiator, Stifter bzw. Auftraggeber:       | Freie Fleischerinnung Krefeld | Freie Fleischerinnung Krefeld                                 |                                              |
| Enthüllungs- / Einweihungsdatum:            | 22. Oktober 1933 zum 50-jährigen Jubiläum der Fleischerinnung | 22. Oktober 1933 zum 50-jährigen Jubiläum der Fleischerinnung |                                              |
| Widmungsinschriften:                        | IHREN GEFALLENEN 1914 1918 DIE FREIE FLEISCHER INNUNG KREFELD | IHREN GEFALLENEN 1914 1918 DIE FREIE FLEISCHER INNUNG KREFELD |                                              |

### Madonnenfigur mit Bronzeplatte
| Ehrenmal Madonnenfigur mit Bronzeplatte     | Ehrenmal Madonnenfigur mit Bronzeplatte                                                                    | Ehrenmal Madonnenfigur mit Bronzeplatte               |
| ------------------------------------------- | --- | ----------------------------------------------------- |
| Denkmalart:                                 | Ehrenmal mit Madonnenfigur auf einem gemauerten Sockel                                                     |                                                       |
| Widmung:                                    | Den Gefallenen (wohl des Ersten Weltkriegs) der Jünglingskongregation Liebfrauen                           |                                                       |
| Ursprungsstandort:                          | in der Liebfrauenkirche ?                                                                                  |                                                       |
| Verbleib oder Schicksal / heutiger Zustand: | Ostseite im Garten der Liebfrauenkirche                                                                    |                                                       |
| Entwurf:                                    | ? |                                                       |
| Verwendetes Material:                       | - Sockel aus Klinkern - Madonnenfigur aus Muschelkalk - Einfriedung des Kirchgartens durch ein Eisengitter |                                                       |
| Initiator, Stifter bzw. Auftraggeber:       | |                                                       |
| Enthüllungs- / Einweihungsdatum:            | ? | ?                                                     |
| Widmungsinschriften:                        | DEN GEFALLENEN DER JÜNGLINGS- KONGREGATION LIEBFRAUEN                                                      | DEN GEFALLENEN DER JÜNGLINGS- KONGREGATION LIEBFRAUEN |

## Denkmäler auf Sportplätzen

### Sportler
| Denkmalart:                                         | Standbild |                                                                                |  |  |
| Widmung:                                            | Zum 50-jährigen Bestehen des Krefelder Turnvereins 1905 |                                                                                |  |  |
| Ursprungsstandort:                                  | Haus Blumental |                                                                                |  |  |
| Heutiger Standort:                                  | Ursprünglich vor dem Eingang auf einer Grünfläche. Leerer Sockel an Haus Blumental heute rechts vor dem Haus, Denkmal mit neuem Sockel auf der Hubert-Houben Kampfbahn, Appellweg. |                                                                                |  |  |
| Entwurf:                                            | |                                                                                |  |  |
| Ausführung des Denkmals (Werkstätte oder Gießerei): | Bronceguss Förster-Kracht, Düsseldorf | Bronceguss Förster-Kracht, Düsseldorf                                          |  |  |
| Verwendetes Material:                               | Bronze auf gemauertem Sockel | Bronze auf gemauertem Sockel                                                   |  |  |
| Initiator, Stifter bzw. Auftraggeber:               | Die Frauen des Vereins | Die Frauen des Vereins                                                         |  |  |
| Finanzierung:                                       | |                                                                                |  |  |
| Enthüllungs-/ Einweihungsdatum                      | 1905 | 1905                                                                           |  |  |
| Widmungsinschriften:                                | ZUR 50JAEHRIGEN JUBELFEIER DIE FRAUEN U. JUNGFRAUEN DES KREFELDER TURNVEREINS. | ZUR 50JAEHRIGEN JUBELFEIER DIE FRAUEN U. JUNGFRAUEN DES KREFELDER TURNVEREINS. |  |  |
| Sonstige Anmerkungen:                               | |                                                                                |  |  |

### Ehrenmal des K.F.K. Preussen 1895
| Ehrenmal des K.F.K. Preußen                         | Ehrenmal des K.F.K. Preußen                                                                                      | Ehrenmal des K.F.K. Preußen                                                                    |
| --------------------------------------------------- | --- | ---------------------------------------------------------------------------------------------- |
| Denkmalart:                                         | Stele (Pfeiler) mit Preußenadler                                                                                 |                                                                                                |
| Widmung:                                            | den Gefallenen des Vereins                                                                                       |                                                                                                |
| Ursprungsstandort:                                  | „im grünen Hain am Eingang zum Klubhaus“ – wo war das?                                                           |                                                                                                |
| Heutiger Standort:                                  | ? |                                                                                                |
| Verbleib oder Schicksal / heutiger Zustand:         | verschollen |                                                                                                |
| Entwurf:                                            | Architekt Hugo Lechmig, Krefeld                                                                                  | Architekt Hugo Lechmig, Krefeld                                                                |
| Ausführung des Denkmals (Werkstätte oder Gießerei): | ? |                                                                                                |
| Verwendetes Material:                               | Stele in dunklen Klinkern mit vier Schrifttafeln aus Keramik, Bekrönung durch Preußenadler in glasierter Keramik |                                                                                                |
| Initiator, Stifter bzw. Auftraggeber:               | KFK Preussen 1895                                                                                                | KFK Preussen 1895                                                                              |
| Finanzierung:                                       | ? | ?                                                                                              |
| Enthüllungs-/ Einweihungsdatum:                     | 12. Oktober 1930                                                                                                 | 12. Oktober 1930                                                                               |
| Widmungsinschriften:                                | Die vier Tafeln trugen die Namen der 48 gefallenen Mitglieder (von insgesamt 150) des Vereins.                   | Die vier Tafeln trugen die Namen der 48 gefallenen Mitglieder (von insgesamt 150) des Vereins. |
| Sonstige Anmerkungen:                               | |                                                                                                |

### Marathonläufer 1
| Marathonläufer                                      | Marathonläufer | Marathonläufer                                              |
| --------------------------------------------------- | --- | ----------------------------------------------------------- |
| Denkmalart:                                         | Standbild |                                                             |
| Widmung:                                            | Marathonläufer als Olympiadenkmal; zur Erinnerung an den ersten Marathonlauf bei Olympischen Spielen der Neuzeit in Athen 1896 |                                                             |
| Ursprungsstandort:                                  | zwei gleiche Werke aufgestellt am Sportplatz Gladbacher Straße und an der Grotenburg-Kampfbahn                                 |                                                             |
| Heutiger Standort:                                  | Bezirkssportanlage Gladbacher Straße                                                                                           |                                                             |
|                                                     | |                                                             |
| Entwurf:                                            | Max Kruse, Berlin | Max Kruse, Berlin                                           |
| Ausführung des Denkmals (Werkstätte oder Gießerei): | Gladenbeck GmbH, Berlin | Gladenbeck GmbH, Berlin                                     |
| Verwendetes Material:                               | Bronze auf gemauertem Sockel                                                                                                   | Bronze auf gemauertem Sockel                                |
| Initiator, Stifter bzw. Auftraggeber:               | Deutsche Edelstahlwerke AG | Deutsche Edelstahlwerke AG                                  |
| Finanzierung:                                       | |                                                             |
| Enthüllungs-/ Einweihungsdatum                      | 17. Januar 1936 | 17. Januar 1936                                             |
| Widmungsinschriften:                                | NENIKHKAMEN | NENIKHKAMEN                                                 |
| Sonstige Anmerkungen:                               | Der Siegesbote von Marathon – Freut euch, wir haben gesiegt                                                                    | Der Siegesbote von Marathon – Freut euch, wir haben gesiegt |

### Marathonläufer 2
| Marathonläufer                                      | Marathonläufer | Marathonläufer               |
| --------------------------------------------------- | --- | ---------------------------- |
| Denkmalart:                                         | Standbild |                              |
| Widmung:                                            | Marathonläufer als Olympiadenkmal; zur Erinnerung an den ersten Marathonlauf bei Olympischen Spielen der Neuzeit in Athen 1896 |                              |
| Ursprungsstandort:                                  | zwei gleiche Werke aufgestellt auf dem Sportplatz Gladbacher Straße und auf der Grotenburg-Kampfbahn                           |                              |
| Heutiger Standort:                                  | Hubert-Houben-Kampfbahn, Appellweg                                                                                             |                              |
|                                                     | |                              |
| Entwurf:                                            | Max Kruse, Berlin | Max Kruse, Berlin            |
| Ausführung des Denkmals (Werkstätte oder Gießerei): | |                              |
| Verwendetes Material:                               | Bronze auf gemauertem Sockel                                                                                                   | Bronze auf gemauertem Sockel |
| Initiator, Stifter bzw. Auftraggeber:               | Deutsche Edelstahlwerke AG | Deutsche Edelstahlwerke AG   |
| Finanzierung:                                       | |                              |
| Enthüllungs-/ Einweihungsdatum                      | 17. Januar 1936 | 17. Januar 1936              |
| Widmungsinschriften:                                | MARATHON | MARATHON                     |
| Sonstige Anmerkungen:                               | |                              |

### Gedenkstein HFC
| Gedenkstein HFC                             | Gedenkstein HFC | Gedenkstein HFC |
| ------------------------------------------- | --- | --------------- |
| Widmung:                                    | HFC UNSEREN TOTEN |                 |
| Ursprungsstandort:                          | Sportanlage Hegmannsloch Hüls |                 |
| Heutiger Standort:                          | am Ort vorhanden |                 |
| Verbleib oder Schicksal / heutiger Zustand: | Großer Findlingsblock mit Bronzelettern und Logo in einer kleinen Grünanlage am Platz. Der HFC (Hülser Fußballclub) fusionierte im Jahr 1981 mit dem Hülser Sportverein (HSV). Seitdem ist der HSV Pächter des Geländes bis zum Jahr 2024. |                 |
| Entwurf:                                    | |                 |

## Hauptfriedhof

### Gedenkstätte für die Opfer beider Weltkriege
| Gedenkstätte für die Opfer beider Weltkriege        | Gedenkstätte für die Opfer beider Weltkriege                                                    | Gedenkstätte für die Opfer beider Weltkriege                                                    |
| --------------------------------------------------- | ----------------------------------------------------------------------------------------------- | ----------------------------------------------------------------------------------------------- |
| Denkmalart:                                         | Monumentalwerk                                                                                  | weitere Bilder                                                                                  |
| Widmung:                                            | Den Gefallenen                                                                                  | weitere Bilder                                                                                  |
| Ursprungsstandort:                                  | Hauptfriedhof Krefeld                                                                           | weitere Bilder                                                                                  |
| Heutiger Standort:                                  | am Standort erhalten                                                                            | weitere Bilder                                                                                  |
| Verbleib oder Schicksal / heutiger Zustand:         |                                                                                                 |                                                                                                 |
| Entwurf:                                            | Architekt Hugo Lechmig, Krefeld                                                                 | Architekt Hugo Lechmig, Krefeld                                                                 |
| Ausführung des Denkmals (Werkstätte oder Gießerei): | ?                                                                                               | ?                                                                                               |
| Verwendetes Material:                               | Muschelkalkstein                                                                                | Muschelkalkstein                                                                                |
| Initiator, Stifter bzw. Auftraggeber:               |                                                                                                 |                                                                                                 |
| Finanzierung:                                       | ?                                                                                               | ?                                                                                               |
| Enthüllungs-/ Einweihungsdatum:                     | Volkstrauertag 1930                                                                             | Volkstrauertag 1930                                                                             |
| Widmungsinschriften:                                | DEN GEFALLENEN EHRE UND DANK, Rückseitig: 1914+1918                                             | DEN GEFALLENEN EHRE UND DANK, Rückseitig: 1914+1918                                             |
| Sonstige Anmerkungen:                               | Das Werk wurde ursprünglich als Kriegergedächtnismal auf dem Krefelder Ehrenfriedhof errichtet. | Das Werk wurde ursprünglich als Kriegergedächtnismal auf dem Krefelder Ehrenfriedhof errichtet. |

### Gedenkstätte für die verstorbenen Zwangsarbeiter 1941–1945
| Gedenkstätte für die verstorbenen Zwangsarbeiter 1941–1945 | Gedenkstätte für die verstorbenen Zwangsarbeiter 1941–1945                                                                                   | Gedenkstätte für die verstorbenen Zwangsarbeiter 1941–1945                                                                                   |
| ---------------------------------------------------------- | --- | --- |
| Denkmalart:                                                | | weitere Bilder |
| Widmung:                                                   | Den verstorbenen ZwangsarbeiterInnen | weitere Bilder |
| Ursprungsstandort:                                         | Hauptfriedhof Krefeld, „Alter Teil“ | weitere Bilder |
| Heutiger Standort:                                         | | weitere Bilder |
| Entwurf:                                                   | Frank Joergens | Frank Joergens |
| Ausführung des Denkmals (Werkstätte oder Gießerei):        | | |
| Verwendetes Material:                                      | Beton mit Schriftplatte | Beton mit Schriftplatte |
| Initiator, Stifter bzw. Auftraggeber:                      | | |
| Finanzierung:                                              | | |
| Enthüllungs-/Einweihungsdatum:                             | 21. Februar 1988 | 21. Februar 1988 |
| Widmungsinschriften:                                       | IM GEDENKEN AN DIE OPFER DES NATIONALSOZIALISTISCHEN TERRORS, DIE IN UNSERER STADT ALS ZWANGSARBEITER UMKAMEN. IHR TOD SEI UNS EINE MANHNUNG | IM GEDENKEN AN DIE OPFER DES NATIONALSOZIALISTISCHEN TERRORS, DIE IN UNSERER STADT ALS ZWANGSARBEITER UMKAMEN. IHR TOD SEI UNS EINE MANHNUNG |
| Sonstige Anmerkungen:                                      | | |

### Mahnmal für die Opfer des Bombenkriegs
| weitere Bilder                                      |                                        |
| Widmung:                                            | Opfer des Bombenkriegs                 |
| Ursprungsstandort:                                  | Hauptfriedhof Krefeld                  |
| Verbleib oder Schicksal / heutiger Zustand:         | am Ort erhalten                        |
| Ausführung des Denkmals (Werkstätte oder Gießerei): | Will Brüll                             |
| Verwendetes Material:                               | Edelstahl auf Natursteinsockel         |
| Initiator, Stifter bzw. Auftraggeber:               | ?                                      |
| Finanzierung:                                       | ?                                      |
| Enthüllungs-/ Einweihungsdatum                      | September 1988                         |
| Widmungsinschriften:                                | DEN OPFERN DES BOMBENKRIEGES 1940–1945 |

### Gedenkstätte für die Opfer der Konzentrationslager
| Denkmalart:                                         | | |
| Widmung:                                            | Den Opfern der Konzentrationslager | |
| Ursprungsstandort:                                  | Hauptfriedhof Krefeld "Neuer" Teil | |
| Heutiger Standort:                                  | | |
| Entwurf:                                            | | |
| Ausführung des Denkmals (Werkstätte oder Gießerei): | | |
| Verwendetes Material:                               | - Granitstein | - Granitstein |
| Initiator, Stifter bzw. Auftraggeber:               | | |
| Finanzierung:                                       | | |
| Enthüllungs-/ Einweihungsdatum                      | | |
| Widmungsinschriften:                                | Vor dem Mahnmal ist in die Bodenplatten graviert: IN EHRENDEM GEDENKEN AN DIE MITBÜRGERINNEN UND MITBÜRGER DIE SICH DER NATIONALSOZIALISTISCHEN GEWALTHERRSCHAFT WIDERSETZTEN UND FÜR IHREN FREIHEITSWILLEN UND IHREN WIDERSTAND IHR LEBEN LASSEN MUSSTEN In die Blöcke des Kreises sind die Namen, Geburts- und Sterbejahre sowie die Sterbeorte der Opfer eingraviert. | Vor dem Mahnmal ist in die Bodenplatten graviert: IN EHRENDEM GEDENKEN AN DIE MITBÜRGERINNEN UND MITBÜRGER DIE SICH DER NATIONALSOZIALISTISCHEN GEWALTHERRSCHAFT WIDERSETZTEN UND FÜR IHREN FREIHEITSWILLEN UND IHREN WIDERSTAND IHR LEBEN LASSEN MUSSTEN In die Blöcke des Kreises sind die Namen, Geburts- und Sterbejahre sowie die Sterbeorte der Opfer eingraviert. |
| Sonstige Anmerkungen:                               | An dieser Stelle wurden die Urnen nachfolgender Personen bestattet: Johann Baumann (KZ Dachau), Josef Birgels (KZ Dachau), Johann Dörper (KZ Dachau), Katharina Dollbaum (KZ Auschwitz), Joseph Driessen (KZ Dachau), Heinrich Hackenbroich (KZ Buchenwald), Heinrich Hitzler (KZ Sachsenhausen), Elly Kessels (KZ Auschwitz), Walter Laurentius (KZ Dachau), Karl Lifters (KZ Dachau), Mathilde Pegels (KZ Auschwitz), Peter Pohlen (KZ Dachau), Paul Prison (KZ Groß-Rosen), Wilhelm Raades (KZ Buchenwald), Wilhelm Schaages (KZ Dachau), Friedrich Thissen (KZ Buchenwald), Auguste Trips (KZ Ravensbrück), Erich Weinberger (KZ Dachau). Weiter wird folgender Personen gedacht: Peter Adams (Langenholthausen), Hans Amend (Zuchthaus Lüttringhausen), Werner Barkholt (KZ Dachau), Paula Billstein (nach KZ Lichtenburg), Hans Böckling (Gefängnis Düsseldorf), Dr. Jacob Bungart (Gefängnis Düsseldorf), Friedrich Ferlings (KZ Sachsenhausen), Hans Funger (Zuchthaus Celle), Karl Henning (KZ Buchenwald), Karl Hülser (KZ Sachsenhausen), Willi Jans (KZ Dachau), Ewald Jansen (Gefängnis Anrath), Franz Kammen (Zuchthaus Lüttringhausen), Peter Kersten (KZ Buchenwald), Josef Klais (Zuchthaus Lüttringhausen), Karl Krahwinkel (KZ Buchenwald), Hans Labey (KZ Sachsenhausen), Friedrich Lewerentz (KZ Sachsenhausen/KZ Bergen-Belsen), Josef Mahler (Gefängnis Düsseldorf), Johann Nolden (KZ Stutthof), Dr. Karl Wegerhoff (Gefängnis Essen), Heinrich Zöhren (KZ Dachau) und Heinrich Plum (nach KZ Buchenwald). | An dieser Stelle wurden die Urnen nachfolgender Personen bestattet: Johann Baumann (KZ Dachau), Josef Birgels (KZ Dachau), Johann Dörper (KZ Dachau), Katharina Dollbaum (KZ Auschwitz), Joseph Driessen (KZ Dachau), Heinrich Hackenbroich (KZ Buchenwald), Heinrich Hitzler (KZ Sachsenhausen), Elly Kessels (KZ Auschwitz), Walter Laurentius (KZ Dachau), Karl Lifters (KZ Dachau), Mathilde Pegels (KZ Auschwitz), Peter Pohlen (KZ Dachau), Paul Prison (KZ Groß-Rosen), Wilhelm Raades (KZ Buchenwald), Wilhelm Schaages (KZ Dachau), Friedrich Thissen (KZ Buchenwald), Auguste Trips (KZ Ravensbrück), Erich Weinberger (KZ Dachau). Weiter wird folgender Personen gedacht: Peter Adams (Langenholthausen), Hans Amend (Zuchthaus Lüttringhausen), Werner Barkholt (KZ Dachau), Paula Billstein (nach KZ Lichtenburg), Hans Böckling (Gefängnis Düsseldorf), Dr. Jacob Bungart (Gefängnis Düsseldorf), Friedrich Ferlings (KZ Sachsenhausen), Hans Funger (Zuchthaus Celle), Karl Henning (KZ Buchenwald), Karl Hülser (KZ Sachsenhausen), Willi Jans (KZ Dachau), Ewald Jansen (Gefängnis Anrath), Franz Kammen (Zuchthaus Lüttringhausen), Peter Kersten (KZ Buchenwald), Josef Klais (Zuchthaus Lüttringhausen), Karl Krahwinkel (KZ Buchenwald), Hans Labey (KZ Sachsenhausen), Friedrich Lewerentz (KZ Sachsenhausen/KZ Bergen-Belsen), Josef Mahler (Gefängnis Düsseldorf), Johann Nolden (KZ Stutthof), Dr. Karl Wegerhoff (Gefängnis Essen), Heinrich Zöhren (KZ Dachau) und Heinrich Plum (nach KZ Buchenwald). |

## Denkmäler in Krefeld-Forstwald

### Schlachtendenkmal 1758
|                                                     | |
| Widmung:                                            | zur Erinnerung an die Schlacht bei Krefeld am 23. Juni 1758 mit einem Reliefmedaillon des Prinzen Ferdinand von Braunschweig an der Vorderseite der Säule. Bekrönt wird das Denkmal von einem Adler mit ausgebreiteten Fittichen.                                               |
| Ursprungsstandort:                                  | Hückelsmay, an der Gladbacher Straße |
| Weiterer Standort:                                  | |
| Heutiger Standort:                                  | |
| Verbleib oder Schicksal / heutiger Zustand:         | |
| Entwurf:                                            | Bildhauer Adam Rützel, Krefeld |
| Ausführung des Denkmals (Werkstätte oder Gießerei): | |
| Initiator, Stifter bzw. Auftraggeber:               | Landwehrvereine von Crefeld, Viersen, St. Tönis, Anrath und Hüls |
| Enthüllungs-/ Einweihungsdatum                      | |
| Widmungsinschriften:                                | Herzog Ferdinand von Braunschweig, / Königl. Preußischer General der Infanterie, / besiegte hier am 23. Juni 1758 / mit 33000 verbündeten Preußen / Hannoveranern, Braunschweigern und Hessen / den Prinzen Louis von Bourbon-Condé, / Grafen von Clermont mit 47000 Franzosen. |

## Denkmäler in Krefeld-Hüls

### Johannes-Junkers-Denkmal (mit Relief)
| Johannes-Junkers-Denkmal (mit Relief)               | Johannes-Junkers-Denkmal (mit Relief)                                                           | Johannes-Junkers-Denkmal (mit Relief)                                          |
| --------------------------------------------------- | ----------------------------------------------------------------------------------------------- | ------------------------------------------------------------------------------ |
| Denkmalart:                                         | Pyramide aus Findlingsblöcken                                                                   |                                                                                |
| Widmung:                                            | Johannes Junkers, Gründer des Krefelder Wanderbundes nachgewidmet für Ehrenbaas Eugen Vogelsang |                                                                                |
| Ursprungsstandort:                                  | auf dem Hülser Berg, an der Bergschänke                                                         |                                                                                |
| Heutiger Standort:                                  | am Standort erhalten                                                                            |                                                                                |
| Verbleib oder Schicksal / heutiger Zustand:         |                                                                                                 |                                                                                |
| Entwurf:                                            | Bildhauer Rudolf Maison                                                                         | Bildhauer Rudolf Maison                                                        |
| Ausführung des Denkmals (Werkstätte oder Gießerei): | ?                                                                                               | ?                                                                              |
| Verwendetes Material:                               | - Bronzeguss                                                                                    | - Bronzeguss                                                                   |
| Initiator, Stifter bzw. Auftraggeber:               | Krefelder Wanderbund                                                                            | Krefelder Wanderbund                                                           |
| Finanzierung:                                       | ?                                                                                               | ?                                                                              |
| Enthüllungs-/ Einweihungsdatum                      | 1900                                                                                            | 1900                                                                           |
| Widmungsinschriften:                                | JOHANN JUNKERS / SEINEM BEGRÜNDER / GEWIDMET VOM / KREFELDER HEIMATBUND / 1900                  | JOHANN JUNKERS / SEINEM BEGRÜNDER / GEWIDMET VOM / KREFELDER HEIMATBUND / 1900 |
| Sonstige Anmerkungen:                               |                                                                                                 |                                                                                |

### Reichskanzler-Bismarck-Denkmal (mit Relief)
|                                  |                                                    |
| Ursprungsstandort:               | Hülser Berg, Am Rennstieg 3, in einem Privatgarten |
| Heutiger Standort:               | am Standort erhalten                               |
| Entwurf:                         | Arthur Winkler                                     |
| Verwendetes Material:            | imitierter Fels mit Bronzebildnis                  |
| Enthüllungs- / Einweihungsdatum: | 1904                                               |
| Widmungsinschriften:             | „BISMARCK / DES DEUTSCHEN / REICHES SCHMIED“       |
| Sonstige Anmerkungen:            | Das Denkmal ist stark restaurierungsbedürftig.     |

### Kriegerdenkmal 1866 und 1870/71
|                                             | |
| Widmung:                                    | Den Gefallenen Soldaten 1866, 1870/71 |
| Ursprungsstandort:                          | Grünanlage an der Rektoratsstraße |
| Heutiger Standort:                          | am Standort erhalten |
| Verbleib oder Schicksal / heutiger Zustand: | Denkmal ist in einem guten Zustand. Ein eisernes Gitter, das ursprünglich vorhanden war, wurde entfernt. Die Bronzefigur eines sterbenden Kriegers am Fuß des Denkmals, wurde im Zweiten Weltkrieg eingeschmolzen. |
| Entwurf:                                    | Oskar Bodin, Steglitz |
| Verwendetes Material:                       | - Figur, Relief, Adler: Bronzeguss |
| Initiator, Stifter bzw. Auftraggeber:       | Gardeverein Hüls |
| Enthüllungs-/ Einweihungsdatum              | 16. September 1906 |
| Widmungsinschriften:                        | „Es starben den Heldentod für das Vaterland 1866 Ant. Alles Gottfr. v. Kessel Conr. Stegmanns 1870/71 Jos. Husens Jos. Salmons Heinr. Weck P.H. Lickes“                                                            |

### Denkmal für die Gefallenen des Krieges 1914–18
|                                       | |
| Denkmalart:                           | Auf einem Hügel platziertes Denkmal mit einem Opferstein und umgeben von 24 als Kreuz geformte Einzelsteine mit Namen und Todesjahr der Gefallenen aus Hüls |
| Ursprungsstandort:                    | Grünanlage am Hölschen Dyk auf einer Insel im Königspark |
| Heutiger Standort:                    | am Standort erhalten |
| Entwurf:                              | Architekt Franz Brantzky, Köln |
| Verwendetes Material:                 | Basalt |
| Initiator, Stifter bzw. Auftraggeber: | Initiator: Artillerieverein Hüls |
| Finanzierung:                         | durch freiwillige Spenden |
| Enthüllungs-/ Einweihungsdatum        | 1931 |
| Widmungsinschriften:                  | „DEN HELDEN VON HUELS 1914–1918“ (Umschrift am Gesims) |

### Kriegerdenkmal Hinterorbroich
|                                       | |
| Widmung:                              | Den Gefallenen Soldaten 1864, 1866, 1870/71, 1914-1918 |
| Ursprungsstandort:                    | Hinterorbroich, Wegekreuzung bei Haus Nr. 7 |
| Heutiger Standort:                    | am Standort erhalten |
| Initiator, Stifter bzw. Auftraggeber: | Orbroicher Kriegerverein |
| Enthüllungs-/ Einweihungsdatum        | 1883, eine zweite Einweihung erfolgte 1930, nachdem die Gefallenen des 1. Weltkrieges ergänzt wurden. |
| Widmungsinschriften:                  | „Dankbares Gedenken den tapferen Kämpfern 1864 1866 1870–1871 und den Heldensöhnen 1914-1918 die Euch nie vergessenden Orbroicher. Es starben den Heldentod 1870–1871 Theodor Mühlenhaus, Heinrich Nellessen. An den Folgen des Krieges starb 1883 Konrad Hauses Major a. D.“ sowie 14 Gefallene aus dem 1. Weltkrieg. |

### Kriegerdenkmal 1914–1918 der Zementfabrik Carstanjen & Cie.
|                                                     | |
| Denkmalart:                                         | Kriegerdenkmal für die im Ersten Weltkrieg gefallenen Betriebsangehörigen der Zementwarenfabrik Carstanjen & Cie. (Duisburg), nachgewidmet den 1939–1945 gefallenen Mitarbeitern                                           |
| Widmung:                                            | Den Gefallenen 1914–1918 und 1939–1945 |
| Ursprungsstandort:                                  | Talring nähe Haus Nr. 49 / „Schlufftrasse“ |
| Heutiger Standort:                                  | dort erhalten |
| Verbleib oder Schicksal / heutiger Zustand:         | ? |
| Ausführung des Denkmals (Werkstätte oder Gießerei): | (vermutlich durch Fa. Carstanjen & Cie. gefertigt) |
| Verwendetes Material:                               | Kunststein |
| Initiator, Stifter bzw. Auftraggeber:               | Zementwarenfabrik Carstanjen & Cie. |
| Enthüllungs- / Einweihungsdatum:                    | frühe 1920er Jahre |
| Widmungsinschriften:                                | Bronzelettern am oberen Rand: UNSEREN GEFALLENEN / IN TREUEM GEDENKEN auf der (neuen) Inschrifttafel: 1914–1918 / 1939–1945 am Fuß des Denkmals: DUISBURGER ZEMENTWARENFABRIK CARSTANJEN CIE / DUISBURG – WERK HÜLSERBERG. |
| Sonstige Anmerkungen:                               | Das unmittelbare Umfeld des Denkmals wurde mit modernen Beton-Pflastersteinen dem Stil der Zeit „angepasst“. Ein Rückbau ist empfehlenswert.                                                                               |

### Pottbäcker-Denkmal
|                                                     |                                                  |
| Ursprungsstandort:                                  | Konventplatz                                     |
| Weiterer Standort:                                  |                                                  |
| Heutiger Standort:                                  |                                                  |
| Verbleib oder Schicksal / heutiger Zustand:         |                                                  |
| Entwurf:                                            | Theo Akkermann                                   |
| Ausführung des Denkmals (Werkstätte oder Gießerei): |                                                  |
| Verwendetes Material:                               | Sockel – Naturstein Reliefs – Terrakotta-Fliesen |
| Initiator, Stifter bzw. Auftraggeber:               | Heimatverein Hüls                                |
| Enthüllungs-/ Einweihungsdatum                      |                                                  |
| Widmungsinschriften:                                | 1981 ERRICHTET VOM HEIMATVEREIN HÜLS             |

### Heinrich Mertens Gedenkstein
|                                                     | |
| Denkmalart:                                         | Gedenkstein |
| Widmung:                                            | Heinrich Mertens |
| Ursprungsstandort:                                  | Hülser Berg, Weg zwischen Talring und Eremitenquelle (Heinrich Mertens Weg) |
| Heutiger Standort:                                  | hier erhalten |
| Ausführung des Denkmals (Werkstätte oder Gießerei): | ? |
| Verwendetes Material:                               | Findlingsblock auf gemauertem Sockel |
| Initiator, Stifter bzw. Auftraggeber:               | Verein Linker Niederrhein ?? |
| Finanzierung:                                       | ? |
| Enthüllungs-/ Einweihungsdatum                      | vor WK 2 |
| Widmungsinschriften:                                | Heinrich Mertens |
| Sonstige Anmerkungen:                               | Heinrich Mertens war Lehrer und ein Förderer des Jugendwanderns, er wollte auch die schulentlassene Jugend für die Liebe zur Natur begeistern. Er war 1928 Mitbegründer des Vereins Linker Niederrhein (heute Verein Niederrhein). |

### Findlingsblock mit Inschrift
|                                       | |
| Denkmalart:                           | Findlingsstein |
| Widmung:                              | ? |
| Ursprungsstandort:                    | Hülser Berg, an einem Waldweg, nahe des Hülser Sportplatzes                                                                                 |
| Heutiger Standort:                    | am Standort erhalten |
| Verwendetes Material:                 | Findlingsstein mit Inschrift |
| Initiator, Stifter bzw. Auftraggeber: | ? |
| Enthüllungs-/ Einweihungsdatum        | ? |
| Widmungsinschriften:                  | zwei Kreuze im Abstand, dazwischenliegender Text nicht mehr erkennbar. dann: ich und mancher Kamerad …. Reinher …. dann seitlich: 1924 1944 |
| Sonstige Anmerkungen:                 | Das Umfeld ist dem Stein nicht angemessen und sollte etwas organisiert werden.                                                              |

### Herbert Casemir Gedenkstein
| Herbert Casemir Gedenkstein                         | Herbert Casemir Gedenkstein                         | Herbert Casemir Gedenkstein                         |
| --------------------------------------------------- | --------------------------------------------------- | --------------------------------------------------- |
| Denkmalart:                                         | Findling                                            |                                                     |
| Widmung:                                            | Dem Spinnenforscher Herbert Casemir zum Gedenken    |                                                     |
| Ursprungsstandort:                                  | Hülser Bruch, Falkenbergsdyk                        |                                                     |
| Heutiger Standort:                                  | am Ort erhalten                                     |                                                     |
| Verbleib oder Schicksal / heutiger Zustand:         |                                                     |                                                     |
| Entwurf:                                            |                                                     |                                                     |
| Ausführung des Denkmals (Werkstätte oder Gießerei): | - Findlingsblock mit Inschrift                      | - Findlingsblock mit Inschrift                      |
| Verwendetes Material:                               |                                                     |                                                     |
| Initiator, Stifter bzw. Auftraggeber:               | Naturschutzbund (NABU) Krefeld-Viersen              | Naturschutzbund (NABU) Krefeld-Viersen              |
| Finanzierung:                                       | Spenden                                             | Spenden                                             |
| Enthüllungs-/ Einweihungsdatum                      | Samstag, 29. Juni 1996                              | Samstag, 29. Juni 1996                              |
| Widmungsinschriften:                                | HERBERT CASEMIR 1905–1990 KREFELDER SPINNENFORSCHER | HERBERT CASEMIR 1905–1990 KREFELDER SPINNENFORSCHER |
| Sonstige Anmerkungen:                               |                                                     |                                                     |

## Denkmäler in Krefeld-Inrath

### Friedensengel „van’t Ennert“
|                                                     |                                                                                          |
| Widmung:                                            | Mahnmal zum Gedenken der Toten des Zweiten Weltkriegs                                    |
| Ursprungsstandort:                                  | kleine Parkanlage an der Hülser Straße                                                   |
| Heutiger Standort:                                  | am Standort erhalten                                                                     |
| Entwurf:                                            | Prof. Theo Akkermann                                                                     |
| Ausführung des Denkmals (Werkstätte oder Gießerei): | Gießerei Schnitzler, Frechen                                                             |
| Verwendetes Material:                               | Bronzeplastik auf Sockel                                                                 |
| Initiator, Stifter bzw. Auftraggeber:               | VDK Krefeld-Nord, August Rundholz                                                        |
| Finanzierung:                                       | Spenden Inrather Vereine, Firmen und Bürger, Prof. Akkermann verzichtete auf ein Honorar |
| Enthüllungs-/ Einweihungsdatum                      | 25. November 1962                                                                        |
| Widmungsinschriften:                                | „Den Toten zum Gedenken – Den Lebenden zur Mahnung“                                      |

## Denkmäler in Krefeld-Uerdingen

### Kaiser-Friedrich-III.-Brunnen
|                                             |                                                              |
| Denkmalart:                                 | Brunnen, Standbild mit Begleitfiguren                        |
| Widmung:                                    | Kaiser Friedrich III.                                        |
| Ursprungsstandort:                          | Marktplatz                                                   |
| Verbleib oder Schicksal / heutiger Zustand: | um 1939 für den Bau eines Luftschutz-Tiefbunkers abgebrochen |
| Entwurf:                                    | Gustav Rutz                                                  |
| Enthüllungs- / Einweihungsdatum             | 22. Oktober 1894                                             |
| Initiator, Stifter bzw. Auftraggeber:       | Bürgermeister Aldehoff                                       |
| Finanzierung:                               | Spenden der Uerdinger Bürger                                 |

### Kaiser-Wilhelm-I.- und Kriegerdenkmal 1870/71
|                                                     | | |
| Denkmalart:                                         | Kaiser-Wilhelm-I.-Denkmal, zugleich Kriegerdenkmal 1870/71 | |
| Entwurf:                                            | Gelix Görling, Friedrichshagen b. Berlin | Gelix Görling, Friedrichshagen b. Berlin |
| Ausführung des Denkmals (Werkstätte oder Gießerei): | - Stufenunterbau: -?- - Sockel: Fa. Nütten & Co., Düsseldorf - Standbild: Aktiengesellschaft vormals Hermann Gladenbeck & Sohn, Friedrichshagen b. Berlin | - Stufenunterbau: -?- - Sockel: Fa. Nütten & Co., Düsseldorf - Standbild: Aktiengesellschaft vormals Hermann Gladenbeck & Sohn, Friedrichshagen b. Berlin |
| Material:                                           | - Stufenunterbau: -?- - Sockel: polierter schwarzer Syenit - Standbild: Bronze | - Stufenunterbau: -?- - Sockel: polierter schwarzer Syenit - Standbild: Bronze                                                                            |
| Widmung:                                            | an der Vorderseite des Sockels: WILHELM I. auf der Rückseite: Ihrer Vaterstadt gewidmet von Heinrich Mauritz und Frau Emilie geb. Dicke 1887. | |
| Ursprungsstandort:                                  | Rheindamm | |
| Verbleib oder Schicksal / heutiger Zustand:         | Standbild eingeschmolzen, Sockel durch Luftmine zerstört | |
| Initiator, Stifter bzw. Auftraggeber:               | Kommerzienrat Heinrich Mauritz | |
| Enthüllungs- / Einweihungsdatum                     | 1889 – Auf eine Enthüllungsfeier wurde wegen Krankheit der Gattin des Stifters verzichtet. | |
| Anmerkungen:                                        | Bei dem Standbild handelte es sich um eine Serienfertigung der Gießerei Gladenbeck – Standbilder nach demselben Modell wurden nach Berlin-Schöneberg, Berlin-Johannisthal, Berlin-Weißensee, Bochum-Westenfeld, Grünberg/Schlesien, Lüneburg und Oschersleben verkauft. | |

### Ehrenmal „Der Sämann“
| Ehrenmal "der Sämann"                               | Ehrenmal "der Sämann" | Ehrenmal "der Sämann" |
| --------------------------------------------------- | --- | --- |
| Denkmalart:                                         | Standbild | |
| Widmung:                                            | gewidmet den im Ersten Weltkrieg gefallenen Uerdingern | |
| Ursprungsstandort:                                  | Wallgarten | |
| Heutiger Standort:                                  | am Standort erhalten | |
| Verbleib oder Schicksal / heutiger Zustand:         | | |
| Entwurf:                                            | Peter Stammen | Peter Stammen |
| Ausführung des Denkmals (Werkstätte oder Gießerei): | Bronzebildgießerei Bischoff, Düsseldorf-Oberkassel | Bronzebildgießerei Bischoff, Düsseldorf-Oberkassel |
| Verwendetes Material:                               | Bronzeguss | Bronzeguss |
| Initiator, Stifter bzw. Auftraggeber:               | ? | ? |
| Finanzierung:                                       | ? | ? |
| Enthüllungs-/ Einweihungsdatum                      | etwa 1930 | etwa 1930 |
| Widmungsinschriften:                                | IHREN GEFALLENEN HELDEN + IN EHRFURCHT UND DANKBARKEIT DIE STADT UERDINGEN A RHEIN Namen der im Ersten Weltkrieg gefallenen Uerdinger, nachgewidmet für die Opfer des Zweiten Weltkriegs und des Nationalsozialismus | IHREN GEFALLENEN HELDEN + IN EHRFURCHT UND DANKBARKEIT DIE STADT UERDINGEN A RHEIN Namen der im Ersten Weltkrieg gefallenen Uerdinger, nachgewidmet für die Opfer des Zweiten Weltkriegs und des Nationalsozialismus |
| Sonstige Anmerkungen:                               | | |

### Mariensäule in den Rheinanlagen
|                                             |                          |
| Denkmalart:                                 | Säule mit Standbild      |
| Widmung:                                    | Der Gottesmutter Maria   |
| Ursprungsstandort:                          | Rheinanlagen             |
| Verbleib oder Schicksal / heutiger Zustand: | am Ort erhalten          |
| Entwurf:                                    | H. Platen, Krefeld       |
| Verwendetes Material:                       | Obernkirchener Sandstein |
| Initiator, Stifter bzw. Auftraggeber:       | ?                        |
| Finanzierung:                               | ?                        |
| Enthüllungs- / Einweihungsdatum             | 1894                     |
| Widmungsinschriften:                        | Errichtet 1894           |

### Mädchenstatue, Brunnen auf dem Ter-Meer-Platz
| Mädchenstatue Brunnen Ter-Meer-Platz                | Mädchenstatue Brunnen Ter-Meer-Platz | Mädchenstatue Brunnen Ter-Meer-Platz |
| --------------------------------------------------- | --- | ------------------------------------ |
| Denkmalart:                                         | Statue |                                      |
| Widmung:                                            | ? |                                      |
| Ursprungsstandort:                                  | Ter-Meer-Platz |                                      |
| Heutiger Standort:                                  | am Standort erhalten |                                      |
| Verbleib oder Schicksal / heutiger Zustand:         | Der Brunnen ist außer Betrieb, das Becken mit Erde aufgefüllt und bepflanzt. |                                      |
| Entwurf:                                            | ? |                                      |
| Ausführung des Denkmals (Werkstätte oder Gießerei): | ? |                                      |
| Verwendetes Material:                               | Kirchheimer Muschelkalk, Bronze |                                      |
| Initiator, Stifter bzw. Auftraggeber:               | Edmund ter Meer (Unternehmer in Chemische Fabriken vorm. Weiler & ter Meer AG) |                                      |
| Enthüllungs- / Einweihungsdatum:                    | 1. August 1922 |                                      |
| Widmungsinschriften:                                | (ohne Hilfsmittel nicht leserlich) |                                      |
| Sonstige Anmerkungen:                               | Das sechseckige Brunnenbecken ist aus Muschelkalk-Quadern gebaut, aus der auch die Säule besteht. Die bronzene Mädchenstatue soll die Flora verkörpern, die die von der Arbeit heimkehrenden grüßt. Das Brunnenbecken ist stark restaurierungsbedürftig, Pflanzen und Erde sollten daraus entfernt werden. |                                      |

### Kriegerehrenmal Hohenbudberg
| Kriegerehrenmal Hohenbudberg                | Kriegerehrenmal Hohenbudberg |
| ------------------------------------------- | --- |
|                                             | |
| Widmung:                                    | Den Verstorbenen der beiden Weltkriege |
| Ursprungsstandort:                          | Vorplatz der Kirche St. Matthias in Hohenbudberg (Nord-West-Ecke des ehemaligen Kirchhofs) |
| Heutiger Standort:                          | am Ort vorhanden |
| Verbleib oder Schicksal / heutiger Zustand: | in gepflegten Zustand |
| Entwurf:                                    | Bildhauerin Eleonore Meiß, Krefeld |
| Verwendetes Material:                       | Westerwälder Trachyt, 9 t schwer |
| Initiator, Stifter bzw. Auftraggeber:       | Dorfgemeinschaft Hohenbudberg mit Unterstützung der Kirchengemeinde und der Unternehmen Siershahn und Bayer AG |
| Enthüllungs- / Einweihungsdatum             | 26. Juni 1960 |
| Widmungsinschriften:                        | In der Mitte des Ehrenmals befindet sich ein Kreuz, links Soldaten mit der Inschrift DEN KRIEGSOPFERN ZUR EHRE 1914-1918 1939-1945 Rechts sieht man Mütter mit ihren Kindern und die Inschrift DEN LEBENDEN ZUR MAHNUNG HOHENBUDBERG 1959 |

## Denkmäler in Krefeld-Linn

### Unseren Toten
|                                                     | |
| Denkmalart:                                         | Kreuze |
| Widmung:                                            | den Toten der beiden Weltkriege                                                                           |
| Ursprungsstandort:                                  | Grünanlage Rheinbabenstraße Ecke Hafenstraße (ehemaliger Friedhof am Landschaftsmuseum)                   |
| Heutiger Standort:                                  | am Ort erhalten                                                                                           |
| Entwurf:                                            | ? |
| Ausführung des Denkmals (Werkstätte oder Gießerei): | 3 Kreuze mit davorliegender Schriftplatte. Im Hintergrund der Fläche ist ein historisches Kreuz erhalten. |
| Verwendetes Material:                               | Basaltsteine                                                                                              |
| Initiator, Stifter bzw. Auftraggeber:               | ? |
| Finanzierung:                                       | ? |
| Enthüllungs-/ Einweihungsdatum                      | ? |
| Widmungsinschriften:                                | UNSEREN TOTEN 1914–1918 1939-1945                                                                         |

### „Eiserner Georg“
| „Eiserner Georg“                      | „Eiserner Georg“ | „Eiserner Georg“ |
| ------------------------------------- | --- | ---------------- |
| Denkmalart:                           | Standbild, 3 m Höhe |                  |
| Widmung:                              | Unterstützung der Witwen und Waisen der im Ersten Weltkrieg gefallenen Familienväter und Ehrenmal für alle Gefallenen unserer Vaterstadt |                  |
| Ursprungsstandort:                    | Ostwall, gegenüber dem Hotel „Krefelder Hof“ (bis ca. Ende des Ersten Weltkrieges) |                  |
| Heutiger Standort:                    | seit 1930 im heutigen Museumszentrum Burg Linn, Ehrenhalle |                  |
| Entwurf:                              | Bildhauerin Helene von Beckerath |                  |
| Verwendetes Material:                 | gearbeitet aus einem Eichenholzstamm |                  |
| Initiator, Stifter bzw. Auftraggeber: | Reinhold Becker (1866–1924) (Montan-Unternehmer, u. a. in Stahlwerke Becker AG mit Standorten in Uerdingen und Willich) |                  |
| Enthüllungs- / Einweihungsdatum       | 1915 |                  |
| Sonstige Anmerkungen:                 | Darstellung des Heiligen Georg als Drachentöter. Der Eiserne Georg war eine so genannte Nagelfigur. Gegen eine Spende konnte man einen Nagel einschlagen. Größere Spenden wurden mit einem Namensschild am Sockel honoriert. Es finden sich die Namen einfacher Bürger, bekannte Namen wohlhabender und auch jüdischer Mitbürger. |                  |

## Denkmäler in Krefeld-Bockum

### „Deuß-Tempel“
|                                       | |
| Denkmalart:                           | Rundtempel (dorischer Monopteros)                                                                          |
| Widmung:                              | Wilhelm Deuß, Samt- und Seidenfabrikant                                                                    |
| Ursprungsstandort:                    | im Stadtwald, am Stadtwaldweiher                                                                           |
| Heutiger Standort:                    | hier erhalten                                                                                              |
| Entwurf:                              | - Tempel von Stadtbaurat Anton Rumpen - Plakette von Bildhauer Arthur Winkler                              |
| Verwendetes Material:                 | Kleinrinderfelder Muschelkalkstein, Bronzeguss                                                             |
| Initiator, Stifter bzw. Auftraggeber: | Stadt Krefeld (?)                                                                                          |
| Enthüllungs- / Einweihungsdatum:      | 31. Oktober 1913                                                                                           |
| Widmungsinschriften:                  | Plakette mit Inschrift „WILH. DEUSS / 1827–1911“                                                           |
| Sonstige Anmerkungen:                 | Wilhelm Deuß hat der Stadt Krefeld eine Stiftung vermacht, aus deren Mitteln der Stadtwald angelegt wurde. |

### Kriegerdenkmal
|                                                     | |
| Denkmalart:                                         | Obelisk |
| Widmung:                                            | |
| Ursprungsstandort:                                  | Alter Friedhof an der Verberger Straße, heute eine Grünanlage (der Friedhof wurde 1948 entwidmet, da Bomben und Menschen diesen verwüstet hatten). |
| Heutiger Standort:                                  | an Ort und Stelle (seit mindestens 1964 bis etwa 2000 mitten zwischen den Geräten eines Kinderspielplatzes) |
| Entwurf:                                            | |
| Ausführung des Denkmals (Werkstätte oder Gießerei): | |
| Verwendetes Material:                               | |
| Initiator, Stifter bzw. Auftraggeber:               | |
| Finanzierung:                                       | |
| Enthüllungs-/ Einweihungsdatum                      | |
| Widmungsinschriften:                                | oberer Fries: Paris – Sedan – Düppel – Königgrätz unterer Fries: Metz – Straßburg – St. Privat – Langensalza |
| Anmerkungen:                                        | Die Schlachten von Königgrätz und Langensalza fanden 1866 im Deutschen Krieg statt, die Erstürmung der Düppeler Schanzen im Deutsch-Dänischen Krieg 1864. Fünf weitere Inschriften beziehen sich auf Ereignisse im Deutsch-Französischen Krieg 1870/71. Die auf der Postkarte mit der Abbildung des Denkmals erkennbaren Ornamente (Eisernes Kreuz und Widmungstafeln) wurden vermutlich in der Notzeit nach 1945 geplündert. |

## Denkmäler in Krefeld-Fischeln

### Kriegerehrenmal „Fünf Jahre – Fünf Schwerter“
|                                  | |
| Denkmalart:                      | Ehrenmal |
| Widmung:                         | Den Gefallenen des Ersten Weltkriegs |
| Ursprungsstandort:               | auf dem Friedhof Fischeln, an der Stelle der heutigen Leichenhalle |
| Heutiger Standort:               | nach erheblichen Kriegsschäden 1953/1954 abgebrochen |
| Entwurf:                         | Bildhauer Kurt Schwippert, Düsseldorf |
| Verwendetes Material:            | fünf Kreuzschwerter (4,10 m hoch) in Eisenbeton, mit rot glasierten Keramikplatten verkleidet                                                                         |
| Enthüllungs- / Einweihungsdatum: | 11. Mai 1930 |
| Widmungsinschrift:               | Spruch von Angelus Silesius auf den Parierstangen der Schwerter: Kein Tod ist herrlicher, als der ein Leben bringt; kein Leben edler, als das aus dem Tod entspringt. |

### Fischelner Ehren- und Mahnmal
|                                                     |                                                             |
| Denkmalart:                                         | Ehren- und Mahnmal                                          |
| Widmung:                                            | Widmung: GEDENKEN – MAHNUNG                                 |
| Ursprungsstandort:                                  | Friedhof Fischeln, Gräberfeld für die Kriegsgräber          |
| Weiterer Standort:                                  |                                                             |
| Heutiger Standort:                                  |                                                             |
| Ausführung des Denkmals (Werkstätte oder Gießerei): | Entwurf: Theo Akkermann, Krefeld, Guss: Schmäke, Düsseldorf |
| Finanzierung:                                       | Spenden Fischelner Bürger, Firmen und Vereine               |
| Enthüllungs-/ Einweihungsdatum                      | 30. Oktober 1966                                            |

### Mariensäule
|                                                     | |
| Denkmalart:                                         | Säule |
| Widmung:                                            | Maria unbefleckte Empfängnis |
| Ursprungsstandort:                                  | bis 1854 Begräbnisplatz, heute Marienplatz                                                                                          |
| Heutiger Standort:                                  | am Standort Marienplatz erhalten |
| Ausführung des Denkmals (Werkstätte oder Gießerei): | Statue: Bildhauer Hilgers (Köln), Sockel: Bildhauer Dicht (Linn)                                                                    |
| Initiator, Stifter bzw. Auftraggeber:               | Komitee Fischelner Bürger |
| Enthüllungs-/ Einweihungsdatum                      | 1855 |
| Widmungsinschriften:                                | SANTA MARIA sine labe originali concepta o.p.n. weiter: Dogmatische Entscheidung vom 8. December 1854 unter dem Pontificate Pius IX |

### Kriegerdenkmal Steinrath
| Kriegerdenkmal Steinrath                            | Kriegerdenkmal Steinrath | Kriegerdenkmal Steinrath |
| --------------------------------------------------- | --- | --- |
| Denkmalart:                                         | | |
| Widmung:                                            | Den Vermißten und Gefallenen | |
| Ursprungsstandort:                                  | ?? | |
| Heutiger Standort:                                  | Fischeln, Steinrath Nähe Haus Nr. 7a | |
|                                                     | | |
| Entwurf:                                            | | |
| Ausführung des Denkmals (Werkstätte oder Gießerei): | | |
| Verwendetes Material:                               | Gemauerter Turm mit eingebautem historischem Kreuz und historischer Gedenktafel                                                            | Gemauerter Turm mit eingebautem historischem Kreuz und historischer Gedenktafel                                                            |
| Initiator, Stifter bzw. Auftraggeber:               | aktuelles Werk gestiftet von Sappeur Corps und Schill-Offizieren Fischeln                                                                  | aktuelles Werk gestiftet von Sappeur Corps und Schill-Offizieren Fischeln                                                                  |
| Finanzierung:                                       | | |
| Enthüllungs-/ Einweihungsdatum                      | Mai 1997 | Mai 1997 |
| Widmungsinschriften:                                | Zum Gedenken an die Gefallenen 1914/18 u. Vermißten 1939/45 Namen der Personen                                                             | Zum Gedenken an die Gefallenen 1914/18 u. Vermißten 1939/45 Namen der Personen                                                             |
| Sonstige Anmerkungen:                               | Eine Tafel neben dem Turm besagt: Der Denkmalpflege "Steinrath" zum 70-Jährigen gestiftet von Sappeur Corps und Schill-Offizieren Fischeln | Eine Tafel neben dem Turm besagt: Der Denkmalpflege "Steinrath" zum 70-Jährigen gestiftet von Sappeur Corps und Schill-Offizieren Fischeln |

## Denkmäler in Krefeld-Gellep-Stratum

### Ehrenmal für die Gefallenen
|                                                     | |
| Denkmalart:                                         | Säule |
| Widmung:                                            | Den Toten von Gellep-Stratum |
| Ursprungsstandort:                                  | alter Friedhof Gellep-Stratum? |
| Heutiger Standort:                                  | Grünanlage Düsseldorfer Straße gegenüber Haus Nr. 316 |
| Ausführung des Denkmals (Werkstätte oder Gießerei): | neues Denkmal: Bildhauer Joseph Lorenzen, Lank Entwurf und Ausführung des historischen Reliefs unbekannt                                                                                          |
| Verwendetes Material:                               | Sandstein |
| Enthüllungs-/ Einweihungsdatum                      | neu errichtet am 12. November 1960 |
| Widmungsinschriften:                                | UNSEREN TOTEN 1914–1918 1939-1945 |
| Sonstige Anmerkungen:                               | Relief eines mit einem Drachen kämpfenden Georg auf einer verkürzten Säule. An alter Stelle war ursprünglich eine längere Säule verbaut und die Inschrift: Den Toten von Gellep-Stratum zu lesen. |

## Denkmäler in Krefeld-Traar

### Gefallenen-Denkmal Traar
|                                       | |
| Widmung:                              | Den im Weltkriege Gefallenen 1914–1918, nachgewidmet 1939–1945                                          |
| Ursprungsstandort:                    | Krefeld-Traar, Moerser Landstraße, am Friedhof                                                          |
| Heutiger Standort:                    | am Ort                                                                                                  |
| Entwurf:                              | Bildhauer Albert Pehle, Düsseldorf                                                                      |
| Verwendetes Material:                 | Kunststein                                                                                              |
| Initiator, Stifter bzw. Auftraggeber: | Gemeinde Traar                                                                                          |
| Enthüllungs- / Einweihungsdatum:      | 20. Juli 1930                                                                                           |
| Widmungsinschriften:                  | 1914–1918 / 1939–1945 (später ergänzt) / DEN IM WELTKRIEGE / GEFALLENEN / DIE DANKBARE / GEMEINDE TRAAR |
| Sonstige Anmerkungen:                 | steht unter Denkmalschutz                                                                               |

### Gedenkstein auf dem Ehrenfriedhof
|                                                     |                                                                                 |
| Denkmalart:                                         | Schriftplatte auf Stein                                                         |
| Widmung:                                            | Den zum Feldzug 1870/71 eingezogenen 30 Traarer Männern                         |
| Ursprungsstandort:                                  | Ehrenfriedhof Traar                                                             |
| Heutiger Standort:                                  | ?                                                                               |
| Verbleib oder Schicksal / heutiger Zustand:         | ?                                                                               |
| Ausführung des Denkmals (Werkstätte oder Gießerei): | ?                                                                               |
| Initiator, Stifter bzw. Auftraggeber:               | ?                                                                               |
| Finanzierung:                                       | ?                                                                               |
| Enthüllungs-/ Einweihungsdatum                      | ?                                                                               |
| Widmungsinschriften:                                | 1914 1918 FRIEDE 10. Mai 1871 KRIEGER-VEREIN ZU TRAAR 11. AUGUST 1872 1939 1945 |

## Denkmäler in Krefeld-Verberg

### Ehrengrab eines unbekannten Soldaten
|                                                     | |
| Denkmalart:                                         | Findlingsblock mit Bronzeplatte und davorliegenden Inschriftplatten |
| Widmung:                                            | Den Toten und Vermissten beider Weltkriege und dem unbekannten Soldaten |
| Ursprungsstandort:                                  | Friedhof Verberg |
| Heutiger Standort:                                  | Friedhof Verberg |
| Ausführung des Denkmals (Werkstätte oder Gießerei): | ? |
| Verwendetes Material:                               | Findlingsblock aus Quarzit und Basaltplatten |
| Initiator, Stifter bzw. Auftraggeber:               | Verberger Bürger |
| Finanzierung:                                       | ? |
| Enthüllungs-/ Einweihungsdatum                      | 3. September 1950 |
| Widmungsinschriften:                                | HIER RUHT EIN UNBEKANNTER SOLDAT ER FIEL GEGEN ENDE DES ZWEITEN WELTKRIEGES AN DER WESTFRONT IN DEN KAEMPFEN BEI HEINSBERG-HOVEN. IN EHRENDEM GEDENKEN AN DIE TOTEN BEIDER WELTKRIEGE BEREITETEN WIR IHM EIN CHRISTLICHES GRAB. 3. SEPTEMBER 1950 DIE VERBERGER BUERGERSCHAFT |
| Sonstige Anmerkungen:                               | Die drei Basaltplatten sind beschriftet mit den Namen der Vermissten und Toten der Kriege 1914–1918 und 1939–1945 |

## Sonstige Denkmäler

### Pastorius Denkmal Germantown
| Pastorius Denkmal Germantown                        | Pastorius Denkmal Germantown | Pastorius Denkmal Germantown |
| --------------------------------------------------- | --- | --- |
| Denkmalart:                                         | Monumentalwerk | |
| Widmung:                                            | Anhänglichkeit und Dankbarkeit der amerikanischen Deutschen an das alte Vaterland | |
| Ursprungsstandort:                                  | Vernon Park Germantown, Philadelphia | |
| Heutiger Standort:                                  | Modell im Museumszentrum Burg Linn | |
| Verbleib oder Schicksal / heutiger Zustand:         | Der Entwurf wurde nicht verwirklicht; ausgeführt wurde ein schlichteres Denkmal von Albert Jaegers | Der Entwurf wurde nicht verwirklicht; ausgeführt wurde ein schlichteres Denkmal von Albert Jaegers |
| Entwurf:                                            | Bildhauer J. Otto Schweizer | Bildhauer J. Otto Schweizer |
| Ausführung des Denkmals (Werkstätte oder Gießerei): | | |
| Verwendetes Material:                               | - Modell in Bronzeguss | - Modell in Bronzeguss |
| Initiator, Stifter bzw. Auftraggeber:               | Carl-Schurz-Gedächtnisstiftung (Deutsch-Amerikanischer Nationalbund) | Carl-Schurz-Gedächtnisstiftung (Deutsch-Amerikanischer Nationalbund) |
| Finanzierung:                                       | Spenden Amerikanischer Bürger | Spenden Amerikanischer Bürger |
| Enthüllungs-/ Einweihungsdatum                      | Vernon-Park Philadelphia 6. Oktober 1908 (Erster Spatenstich) | Vernon-Park Philadelphia 6. Oktober 1908 (Erster Spatenstich) |
| Widmungsinschriften:                                | Zum Andenken an die nach 74-tägiger, auf dem Schiffe Concord zurückgelegter Seereise, am 6. Oktober des Jahres 1683 erfolgte Landung der Gründer von Germantown, der ersten reindeutschen Niederlassung auf amerikanischem Boden. ……. | Zum Andenken an die nach 74-tägiger, auf dem Schiffe Concord zurückgelegter Seereise, am 6. Oktober des Jahres 1683 erfolgte Landung der Gründer von Germantown, der ersten reindeutschen Niederlassung auf amerikanischem Boden. ……. |
| Sonstige Anmerkungen:                               | Das Denkmal wurde so nicht errichtet; das Modell, eines von dreien, die von dem Entwurf Schweizers angefertigt wurden, wurde am 27. Mai 1931 feierlich der Stadt Krefeld im Heimatmuseum Linn übergeben.                              | Das Denkmal wurde so nicht errichtet; das Modell, eines von dreien, die von dem Entwurf Schweizers angefertigt wurden, wurde am 27. Mai 1931 feierlich der Stadt Krefeld im Heimatmuseum Linn übergeben.                              |